# Klemenčevo
Klemenčevo je naselje v Občini Kamnik.